# Аносов, Дмитрий Викторович
Дми́трий Ви́кторович Ано́сов (30 ноября 1936, Москва — 5 августа 2014, там же) — советский и российский математик, академик, специалист по теории динамических систем и дифференциальных уравнений, дифференциальной геометрии и топологии. Доктор физико-математических наук (1966), член-корреспондент АН СССР (1990, отделение математики), действительный член Российской академии наук (1992), заслуженный профессор Московского государственного университета им. М. В. Ломоносова.
Имя Аносова носит ряд понятий теории динамических систем, например, «системы Аносова», «диффеоморфизмы Аносова».

## Биография
Родился в семье научных работников в области химии. Отец — Виктор Яковлевич Аносов (1891, Саратов — 1972, Москва), специалист в области физико-химического анализа, заведующий кафедрой аналитической и технической химии Пермского университета, профессор Ленинградского педагогического института имени А. И. Герцена, научный сотрудник Института общей и неорганической химии имени Н. С. Курнакова в Москве. Мать — Нина Константиновна Воскресенская, также уроженка Саратова.
В 1953 году поступил на механико-математический факультет МГУ, который окончил в 1958 году. Обучаясь на втором курсе, начал посещать научный семинар Л. С. Понтрягина по теории дифференциальных уравнений и вскоре стал его учеником (второй научный руководитель — Е. Ф. Мищенко). Первая курсовая работа посвящена математическому описанию работы релаксационного генератора колебаний с неоновой лампой.
В 1958 году поступил в аспирантуру Математического института им. В. А. Стеклова РАН, которую окончил в 1961 году (руководитель — Л. С. Понтрягин). Кандидатская диссертация: «Осреднение в системах обыкновенных дифференциальных уравнений с „быстроколеблющимися“ решениями» (1961). В 1965 году защитил докторскую диссертацию «Геодезические потоки на замкнутых римановых многообразиях отрицательной кривизны».
В 1988 году, после смерти Л. С. Понтрягина, стал руководителем основанного им семинара по дифференциальным уравнениям в МИАН (сначала совместно с Р. В. Гамкрелидзе и позднее — с А. А. Болибрухом и Ю. С. Ильяшенко).
Заведующий отделом обыкновенных дифференциальных уравнений МИАН и кафедрой теории динамических систем механико-математического факультета Московского государственного университета им. М. В. Ломоносова (2000—2014). Основные труды по теории динамических систем, дифференциальным уравнениям, дифференциальной геометрии и топологии.
Анатолий Каток упоминал также противодействие антисемитизму в советской математической среде со стороны Аносова. Каток полагал, что расхождения Аносова с академиком Понтрягиным были вызваны в том числе принципиальными разногласиями по этому вопросу.
Д. В. Аносов скончался 5 августа 2014 года. Похоронен на Троекуровском кладбище в Москве
В 2017 году группой учеников и коллег Д. В. Аносова был издан коллективный сборник «Modern Theory of Dynamical Systems: A Tribute to Dmitry Victorovich Anosov» (edited by Anatole Katok, Yakov Pesin, Federico Rodriguez Hertz. Providence: American Mathematical Society, 2017. — 323 pp.).

## Награды и звания
Лауреат премии Московского математического общества (1965), Государственной премии СССР (1976), премии А. М. Ляпунова Российской академии наук (2001), премии Александра фон Гумбольдта.

## Семья
Жена — Лидия Ивановна (выпускница механико-математического факультета МГУ). Дочь — Ольга Дмитриевна Аносова (выпускница механико-математического факультета МГУ, кандидат физико-математических наук).